# Eikanger-Bjørsvik Musikklag
Eikanger-Bjørsvik Musikklag (auch bekannt als Eikanger-Band) ist eine Brassband aus Lindås in Norwegen.

## Geschichte
Der Name setzt sich aus den Namen von zwei kleinen Dörfern am Osterfjord zusammen, Eikanger und Bjørsvik, die beide ihre eigenen Gemeindekapellen hatten. Die Kapelle von Eikanger wurde 1949 gegründet, die von Bjørsvik 1952. Im Jahr 1971 schlossen sich die Kapellen zusammen und wurden zu einer Brassband.
Sie gehört zu den bekanntesten Brassbands in Norwegen und hat 19-mal die Nationale Brassbandmeisterschaft gewonnen. Im Jahr 1988 gewann sie als erste nicht-britische Band die European Brass Band Championship, ein Erfolg, den sie 1989 und 2017 wiederholte.
Die Eikanger-Bjørsvik Band hat mit Dirigenten wie David King, Elgar Howarth, Howard Snell, Ingar Bergby und Nicholas Childs zusammengearbeitet.

## Titel und Auszeichnungen

### Norwegian National Championships
- 1. Rang: 1981, 1985, 1987, 1988, 1991, 1993, 1999, 2001, 2005, 2008, 2009, 2011–2014 und 2016–2019

### European Brass Band Championship (EBBC)
- European Champion – 1988 in Luzern (CH), 1989 in Bergen (NO) und 2017 in Ostende (BE)[2]